# Manti

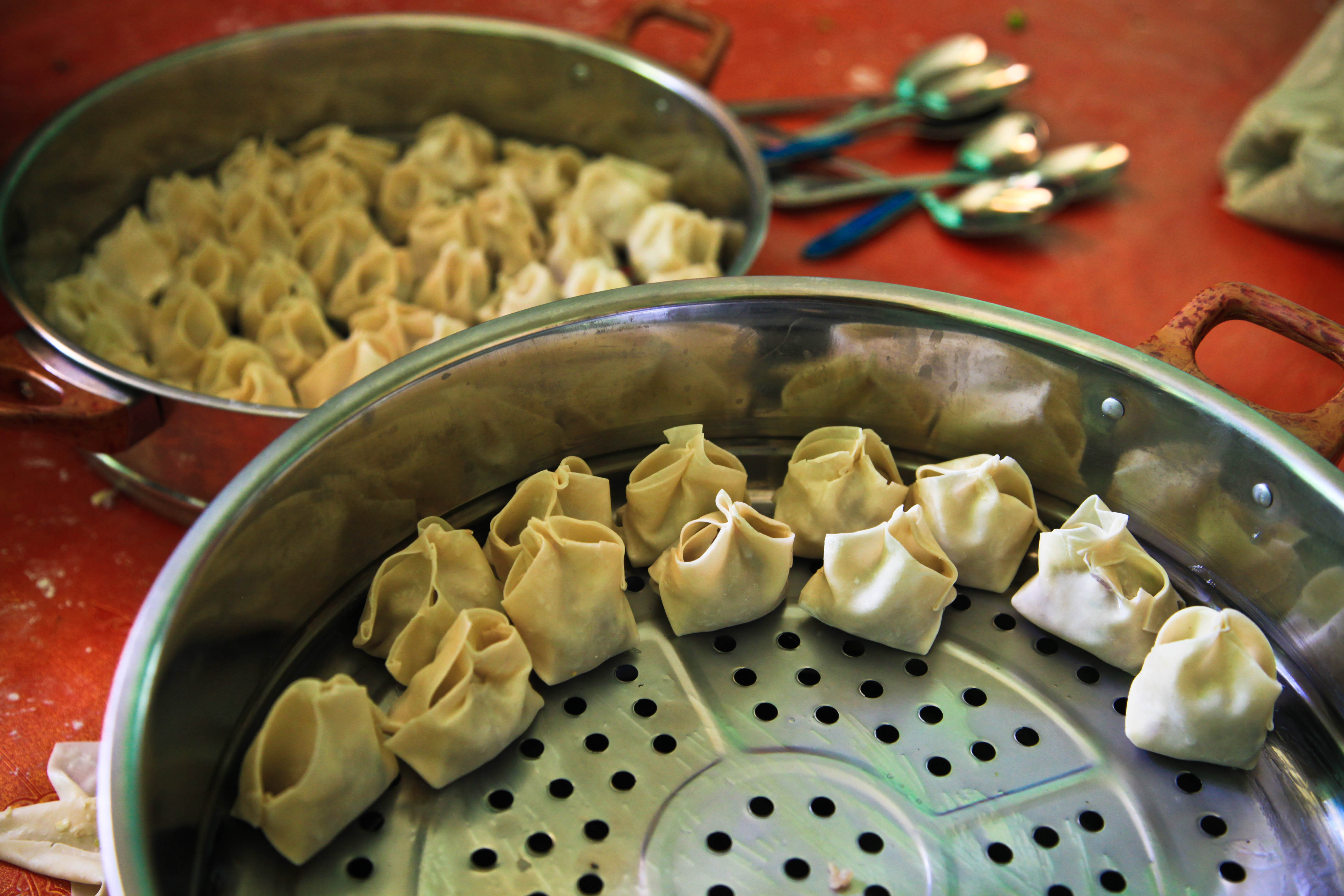
Manti i en ångkokare.

Manti (från Afghanistan, Turkiet, Uzbekistan; arabiska: منتو; armeniska: մանթի) är en populär maträtt i Afghanistan, Uzbekistan och Turkiet, och även populär i Ryssland då många ryssar bodde där under andra världskriget.
Manti är en variant på ryska pelmeni eller den kinesiska jiaozi, där kryddade köttfyllda degknyten kokas i en stor kastrull. Maträtten serveras i Uzbekistan traditionellt tillsammans med smält smör, gräddfil och lök. Som gatumat i Kazakstan serveras den istället ofta med torkat chilipulver.